# Punasekivirahu
Punasekivirahu ist eine unbewohnte Insel, 510 Meter von der größten estnischen Insel Saaremaa entfernt. Die Insel liegt in der Landgemeinde Saaremaa im Kreis Saare. Sie gehört zum Nationalpark Vilsandi.
Punasekivirahu ist 17 Meter lang und 30 Meter breit.